# Van Heflin
Van Heflin (født som Emmett Evan Heflin jr. 13. december 1908 i Walters, Oklahoma, USA, død 23. juli 1971) var en amerikansk teater- og filmskuespiller.
Han vandt Oscar i 1942 i klassen for bedste mandlige birolle som "Jeff Hartnett" i filmen Johnny Eager. Van Heflin har fået to stjerner på Hollywood Walk of Fame, en for sin indsats indenfor filmbranchen og en for TV.